# Carnival (canção de ¥$)
"Carnival" é uma canção do superduo americano de hip-hop ¥$, composta pelo rapper Kanye West e pelo cantor Ty Dolla Sign, com os rappers americanos Rich the Kid e Playboi Carti, do álbum de estreia da dupla, Vultures 1 (2024). Foi escrita por West, Ty Dolla Sign, Ojivolta, TheLabCook, The Legendary Traxster, Rich the Kid e Playboi Carti, sendo produzida pelos cinco primeiros. Em 15 de fevereiro de 2024, "Carnival" foi lançado como o terceiro single de Vultures 1 por YZY em um pacote EP.
Uma música de hip-hop com elementos de punk rock e baseada em uma amostra de "Hell of a Life", de West, "Carnival" apresenta uma batida EDM e trap. A música contém um loop vocal de cânticos dos ultras do Inter de Milão, combinados com uma linha de baixo e sintetizadores. A letra da música apresenta os artistas discutindo sexo oral com uma mulher. Os críticos musicais ficaram polarizados em relação à música, divididos entre elogios à produção e críticas aos versos de West. Alguns elogiaram os cânticos e os escolheram como um destaque do álbum, embora vários críticos tenham ficado enojados com a comparação de West a figuras que foram acusadas de agressão sexual. West mencionando Taylor Swift na música foi criticado por seus fãs.
Comercialmente, "Carnival" alcançou o primeiro lugar na Billboard Hot 100 dos EUA, tornando-se o quinto single de West no topo das paradas e fazendo dele o único artista de rap a atingir o topo em três décadas distintas. Tornou-se o segundo número um de Ty Dolla Sign na Hot 100, e o primeiro de Rich the Kid e Playboi Carti. A música também liderou as paradas na Grécia, Islândia, Letônia, Lituânia e Emirados Árabes Unidos.
Um videoclipe foi lançado, uma homenagem aos ultras, com imagens geradas por computador deles em um estádio, onde figuras masculinas lutam entre si. Os críticos elogiaram o vídeo principalmente por seu estilo violento de imagens.

## Composição e letras

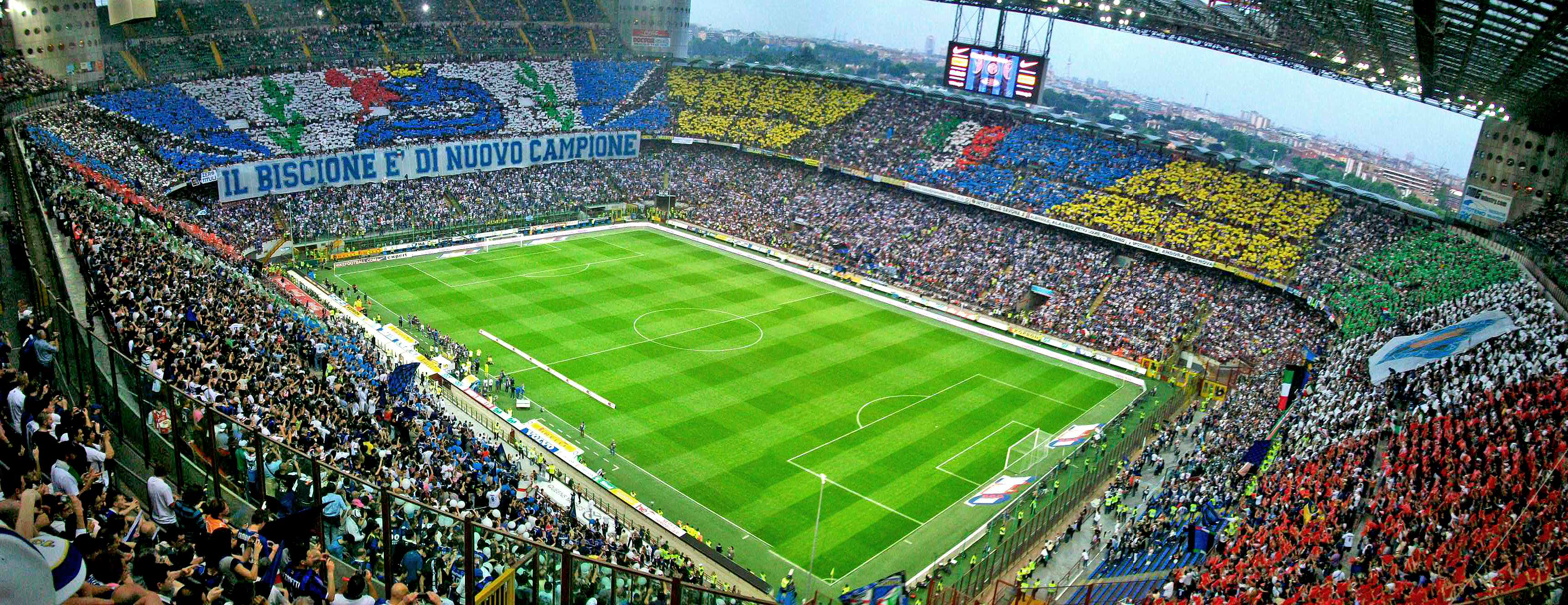
West recrutou ultras da Inter de Milão (foto) para fazer os backing vocals em "Carnival", incorporando um loop vocal de seus cânticos e entoações de "ooohhh".

Musicalmente, "Carnival" é uma canção de hip-hop esparsa, com elementos de punk rock. Apresenta uma batida EDM e trap. A música incorpora um loop vocal de cânticos dos ultras do Inter de Milão no gancho que é acompanhado por tons de "ooohhh" e percussão de palmas por toda parte, que atraiu comparações com a melodia de "Mo Bamba" (2017) de Sheck Wes. "Carnival" abre com os cantos, combinados com sons de distorção. A música é baseada em uma amostra de "Hell of a Life", que faz samples de "Iron Man" de Ozzy Osbourne. Michael Saponara, da Billboard, disse que a amostra substituta ajuda a "trazer o lado sujo " para "Carnival". A música inclui uma linha de baixo pesada e sintetizadores potentes, ao mesmo tempo que invoca o estilo de mosh pits. West utiliza um tom ofegante e entre os versos dos intérpretes, uma guitarra pesada é apresentada.

## Lançamento e divulgação
Em 10 de fevereiro de 2024, ¥$ lançou seu primeiro álbum de estúdio Vultures 1 de forma independente pela YZY, incluindo "Carnival" como a 12ª faixa. A música foi tocada depois que West e Ty Dolla Sign deixaram o palco durante o evento de audição do disco no Mediolanum Forum de Milão em 22 de fevereiro de 2024. De acordo com Rich the Kid, a multidão cantou junto com a música e continuou a fazê-lo após o término do evento, alcançando suas intenções de soar "louco pra caralho na arena". Em 10 de março de 2024, West e Ty Dolla Sign organizaram uma festa de audição dos Vultures no Footprint Center em Phoenix, Arizona, que foi encerrada com uma plateia cantando junto a música depois que eles a apresentaram anteriormente no evento.
A música foi lançada na Apple e no YouTube Music como o terceiro single de Vultures 1 por YZY em 15 de fevereiro de 2024, após este lançamento enfrentar problemas devido ao álbum ter sido removido da plataforma anterior. O lançamento do single foi um pacote de EP que traz versões explícitas e limpas de "Carnival", com a primeira durando quatro minutos e vinte e quatro segundos (4:24). O lançamento também traz a versão dos Hooligans, a instrumental e a capella.
Em 17 de fevereiro de 2024, West revelou a arte da capa da música, que mostra uma foto em close de um skinhead gritando, manchado de sangue. A arte foi desenhada pelo artista canadense Jon Rafman, que anteriormente criou o videoclipe para a versão de Havoc do single de West de 2023, "Vultures". Depois que a faixa alcançou o primeiro lugar na Billboard Hot 100 dos EUA, Rich the Kid disse que ele e West alcançarem isso como artistas independentes foi "uma loucura, porque as pessoas estavam me perguntando por que eu estava indo tão duro".

### Outros usos
Em março de 2024, "Carnival" se tornou popular no TikTok. A faixa foi usada de várias maneiras na plataforma que girava em torno de seu refrão numa velocidade acelerada, incluindo vídeos esportivos, conteúdo de jogos, trend de dança e sincronização labial que foi feita principalmente em frente a um espelho para a "Carnival Mirror Trend". Os cantos da música são invocados na faixa "Fried", lançada no segundo álbum de estúdio do ¥$, Vultures 2, em agosto de 2024.

## Recepção

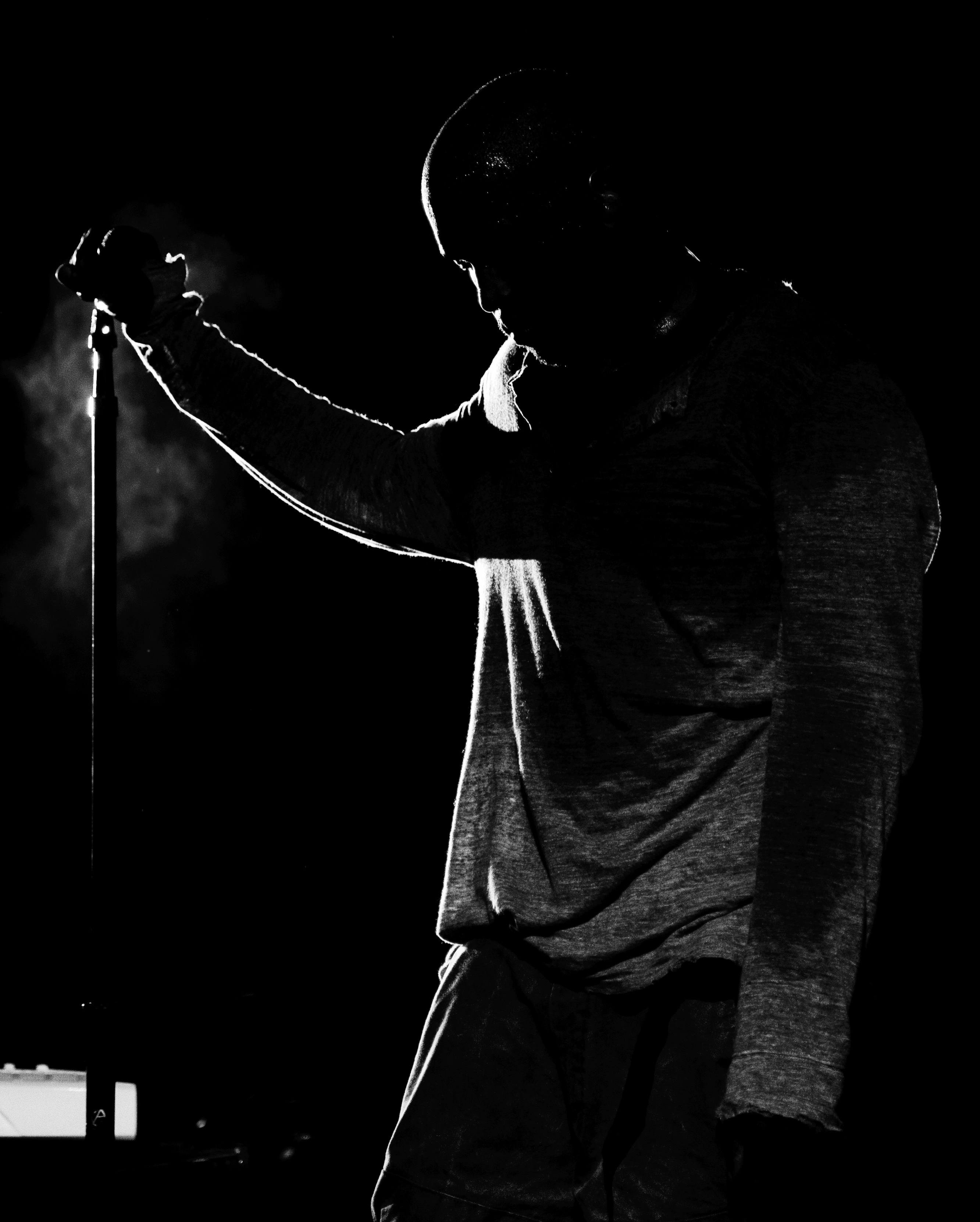
Apesar das críticas aos versos de West, alguns críticos elogiaram sua arte e se esforçaram para fazer um sucesso com a música.

"Carnival" recebeu críticas favoráveis de críticos musicais, muitos dos quais destacaram a produção. Escrevendo para a Billboard, Saponara afirmou que "Carnival" é a melhor música do Vultures 1 e amplifica o motivo pelo qual os fãs de West toleram suas controvérsias, atrasos no álbum, "e loucura ... porque ninguém no rap cria momentos geracionais como este". Saponara elogiou as performances de West e Ty Dolla Sign, enquanto sentia que o rapper conseguia trazer o melhor de Rich the Kid e Playboi Carti enquanto ele "fazia um sinal para Ozzy" com a amostra de "Hell of a Life".
Na Rolling Stone, Jayson Buford acredita que a música consegue invocar os álbuns anteriores de West, Yeezus (2013) e The Life of Pablo (2016), elogiando as "mutações vocais de ponta" que só são possíveis por causa de como ele contribuiu para o rap, apesar de suas controvérsias.
Em 12 de outubro de 2024, West revelou que inscreveu a música para as principais categorias de Gravação do Ano e Canção do Ano no 67º edição do Grammy Awards. Nas categorias da cerimônia do seu gênero, foi inscrito nas categorias Melhor Canção de Rap e Melhor Performance de Rap, acabando por ser indicado para a primeira.

### Controvérsia

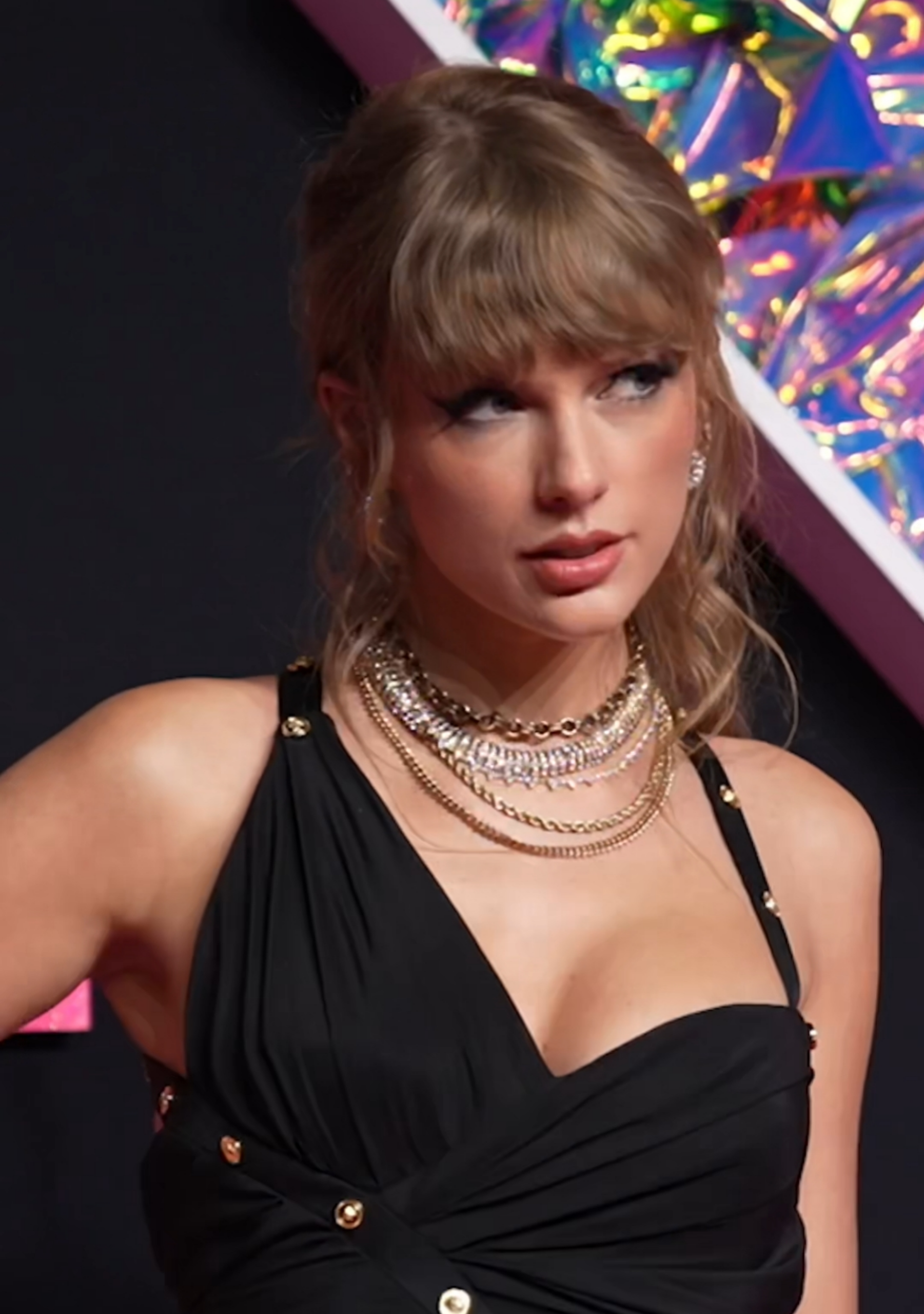
A frase de West “Digo, desde que surgiu a Taylor Swift” provocou reações negativas por parte dos fãs dela, embora ele tenha esclarecido que não é inimigo deles e que Taylor Swift é uma fonte de inspiração para ele.

West foi criticado pela referência a Swift na música por seus fãs online, que o acusaram de ser obcecado por ela. Ele já havia mencionado Swift em suas letras no single de 2016 "Famous" quando ele fez um rap: "Eu tornei aquela vadia famosa." Os fãs de Swift organizaram uma tentativa online para impedir West de chegar ao topo da Hot 100 com "Carnival", incentivando o streaming de "Texas Hold 'Em" de Beyoncé. West respondeu postando que a proclamação da música de que ele é "o novo Jesus, vadia" não tem nenhuma conexão com Swift e que ele ficou do lado dela quando Scooter Braun comprou seus masters em 2019, considerando a cantora e Beyoncé inspiradoras. O rapper disse que fez mais ajuda do que mal à carreira de Swift e que não é um inimigo dos fãs dela, embora tenha brincado que "também não é amigo deles".

## Desempenho comercial
Após o lançamento de Vultures 1, "Carnival" entrou na Billboard Hot 100 dos EUA na terceira posição. Caiu para a quarta posição na parada uma semana depois e depois recuperou para a segunda posição. A música alcançou a primeira posição da Hot 100 na semana seguinte, com 33,7 milhões de streams, 3,9 milhões de impressões do público em rádios e 3.000 downloads. Tornou-se o quinto sucesso de West nas paradas, o segundo de Ty Dolla Sign e o primeiro de Rich the Kid e Playboi Carti. Isso encerrou o intervalo de 12 anos e 10 meses de West entre os primeiros, que foi a maior diferença desde os 63 anos de Brenda Lee até 2023.
Isso também fez de West o rapper mais velho a atingir o cume e marcou seu tempo mais rápido em quatro semanas, superando o período de sete semanas de seu número um anterior de sua participação no "E.T." de Katy Perry em 2011.
West alcançou o primeiro lugar nas décadas de 2000, 2010 e 2020, tornando-se um dos quatro artistas a fazer isso e o único rapper a liderar a Hot 100 em três décadas. A conquista colocou West como o artista com o 10º maior período de números um, tendo passado 20 anos e um mês desde seu primeiro com "Slow Jamz" em 2004. "Carnival" permaneceu na Hot 100 por 19 semanas.

## Videoclipe
Depois que "Carnival" chegou ao topo da Billboard Hot 100, um videoclipe que o acompanha foi lançado por West e Ty Dolla Sign em 11 de março de 2024. Em uma postagem no Instagram que já foi excluída e promovia o vídeo, West disse que o número um foi para Ty Dolla Sign, Rich the Kid, Playboi Carti e seus fãs que permaneceram leais. West disse que era "para as pessoas que não serão manipuladas pelo sistema" também, enquanto criticava a Adidas e seus funcionários, expressando que a empresa "tentou destruí-lo" e ele ainda conseguiu chegar ao número um. Ele também postou críticas ao seu rival Drake, Hailey Bieber e ao Daily Mail. O visual foi dirigido por Rafman, enquanto as imagens geradas por computador (CGI) foram criadas por Dario Alva e Garrett McGale.

## Despenho comecial
| Parada musical (2024)              | Posição de Pico |
| ---------------------------------- | --------------- |
| África do Sul (TOSAC)              | 5               |
| Austrália (ARIA)                   | 5               |
| Áustria (Ö3 Austria Top 40)        | 10              |
| Canadá (Billboard)                 | 2               |
| Dinamarca (Tracklisten)            | 13              |
| Estados Unidos (Billboard)         | 1               |
| França (SNEP)                      | 119             |
| Itália (CBB)                       | 119             |
| Polónia (Polish Streaming Top 100) | 2               |
| Portugal (AFP)                     | 11              |
| Reino Unido (CBB)                  | 5               |

| Parada musical (2024)              | Posição de Pico |
| ---------------------------------- | --------------- |
| Austrália (ARIA)                   | 98              |
| Áustria (Ö3 Austria Top 40)        | 75              |
| Canadá (Billboard)                 | 34              |
| Estados Unidos (Billboard)         | 38              |
| Polónia (Polish Streaming Top 100) | 56              |